# Eutoea
Eutoea is een geslacht van vlinders van de familie spanners (Geometridae), uit de onderfamilie Ennominae.

## Soorten
- E. contigaria Walker, 1861
- E. heteromorpha Warren, 1907
- E. heteroneurata Guenée, 1858